# Solzinons
Solzinons és un indret a cavall dels termes municipals de Conca de Dalt, a l'antic terme de Toralla i Serradell, en territori de Torallola, i Salàs de Pallars, en terres de Sensui.
El lloc és a l'entreforc dels barrancs de Vilanova,a llevant, i de Sensui, al sud-oest.

## Etimologia
Joan Coromines explica el topònim Solzina com a l'aglutinació de l'article salat (es) amb la forma olzina, procedent d'alzina per dissimilació. Solzina és, doncs, l'alzina. Solzinons és un derivat diminutiu, amb l'afegitó del sufix -ons a l'arrel del mot primitiu. Els alzinons, doncs, fóra en català contemporani aquest topònim.